# Штефан Бреннштайнер
Штефан Бреннштайнер (3 жовтня 1991 , Целль-ам-Зее, Зальцбург ) — австрійський гірськолижник, олімпійський чемпіон.

## Виступи на Олімпійських іграх
| Рік  | Місце проведення          | СЛ | ГС   | СГ | ШС | КМ | КЗ |
| ---- | ------------------------- | -- | ---- | -- | -- | -- | -- |
| 2018 | Пхьончхан, Південна Корея | —  | DNF2 | —  | —  | —  | —  |
| 2022 | Пекін, Китай              | —  | 27   | —  | —  | —  | 1  |

## Виступи на чемпіонатах світу
| Рік  | Місце проведення      | СЛ | ГС   | СГ | ШС | КМ |
| ---- | --------------------- | -- | ---- | -- | -- | -- |
| 2019 | Оре, Швеція           | —  | 9    | —  | —  | —  |
| 2021 | Оберстдорф, Німеччина | —  | DNF2 | —  | —  | —  |

## Зовнішні посилання
- Досьє на сайті FIS

## Виноски
1. ↑  Salzburgwiki
2. ↑  ski-db.com